# Ius imaginis
Ius imaginum
« Ius imaginum », « Jus imaginis » et « Jus imaginum » redirigent ici. Pour droit à l'image, voir droit à l'image.
Le ius imaginis est le droit (ius) d'un magistrat romain à avoir son image (imago) conservée pour la postérité.
Le ius imaginis,, est ainsi désigné à la suite de Cicéron.
Dans l'historiographie de la Rome antique, le ius imaginis (droit d'image), est aussi connu comme le ius imaginum, expression due à Sigonius.
Le ius imaginis est souvent présenté comme un droit réservé aux magistratures curules,, c'est-à-dire aux magistratures supérieures, qui, à l'origine, étaient réservées aux patriciens. Mais Cicéron mentionne le ius imaginis à propos de l'édilité plébéienne qui n'est pas une magistrature curule. Ainsi, la questure et le tribunat de la plèbe sont les deux magistratures privées du ius imaginis.
L'image (imago) du magistrat est un masque de cire à son effigie qu'il laisse à sa mort à ses descendants. Les images (imagines) sont conservées dans des niches ou petites armoires en bois (armaria) qui ont la forme de temples et longent les murs de l'atrium de la maison (domus). Sous les images, sont placées de courtes légendes (tituli) qui énoncent le nom et les titres de gloire du défunt. Elles sont reliées entre elles par des lignes consistant peut-être en des guirlandes peintes sur les murs, mais plus vraisemblablement en des bandelettes de lin. Les lignes figurent un arbre généalogique. Les niches sont d'ordinaire fermées par des rideaux ou de petites portes. Elles sont ouvertes le jour de la célébration d'une fête publique ou d'un évènement familial comme l'élection au consultat du maître de maison ou son acquittement dans un procès. 
Les images sont exhibées lors des funérailles familiales. L'image retirée de sa niche et est portée, en guise de masque, par un homme dont l'allure permet de représenter le défunt. Ainsi, celui-ci prend place dans le cortège des ancêtres qui participent à la pompe funèbre (pompa funebris).
L'image du magistrat défunt ne rester la propriété exclusive de ses descendants directs. Elle est destinée à être dupliquée et répandue. Ainsi, l'épouse apporte à sa nouvelle demeure les masques de ses propres ancêtres.